# 鵠沼車站
鵠沼車站（日语：／ Kugenuma eki */?）是由江之島電鐵（江之電）所經營的鐵路車站，位於日本神奈川縣藤澤市。本站是江之島電鐵線的沿線車站，站內設有一座島式月台，是江之島電鐵線沿線少數配置兩條乘車線的車站之一，以利列車在此處交會。本站也是沿線少數配置有站員的車站，有人常駐的站房設於穿越軌道用的人行地下道內。

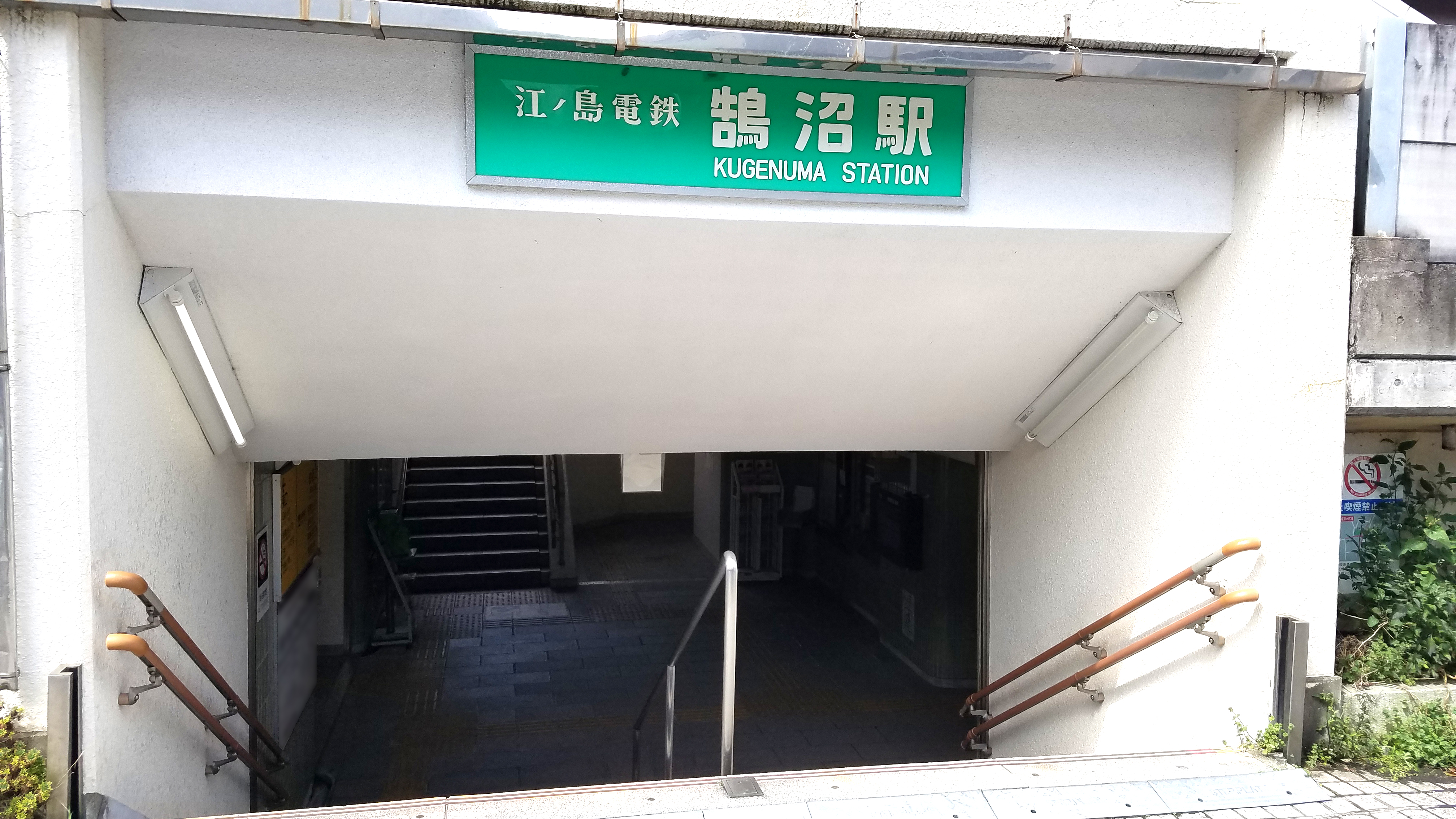
東口(2020年3月)

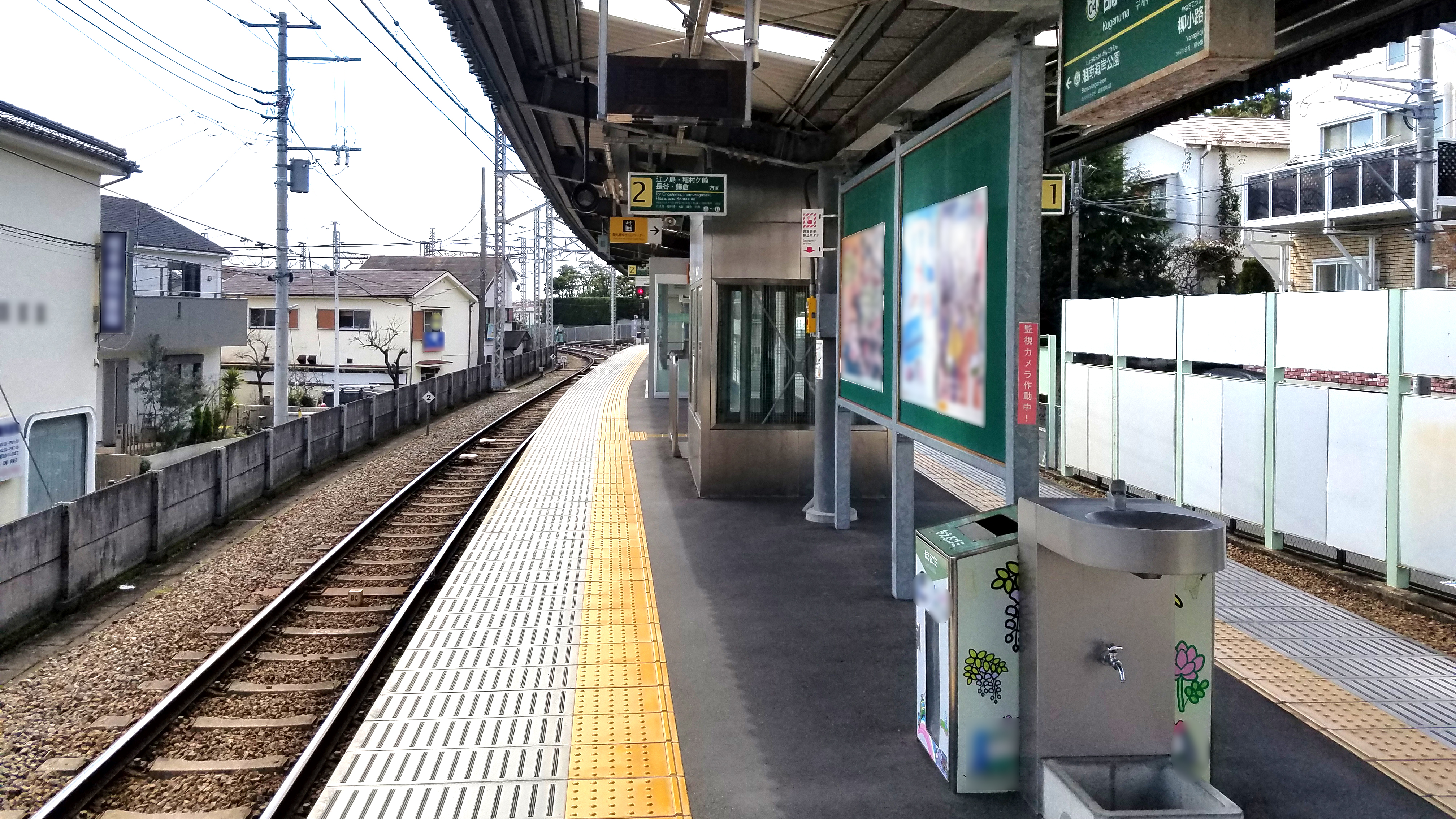
月台(2020年3月)

## 車站結構
本站為島式月台1面2線的地面車站，是少數設有常駐站員的車站和交會設施的車站。

### 月台配置
| 月台 | 路線         | 方向 | 目的地                         |
| ---- | ------------ | ---- | ------------------------------ |
| 1    | 江之島電鐵線 | 上行 | 藤澤方向                       |
| 2    | 江之島電鐵線 | 下行 | 江之島、稻村崎、長谷、鎌倉方向 |

## 使用情況
2018年度1日上下車人次為4,365人，是江之島電鐵全部15個站中第8位。
近年1日平均上下車人次推移如下表。
| 年度               | 1日平均 上下車人次 | 1日平均 上車人次 | 來源     |
| ------------------ | ------------------ | ---------------- | -------- |
| 1995年（平成07年） |                    | 1,972            | [ * 1 ]  |
| 1998年（平成10年） |                    | 1,858            | [ * 2 ]  |
| 1999年（平成11年） |                    | 1,833            | [ * 3 ]  |
| 2000年（平成12年） |                    | 1,777            | [ * 3 ]  |
| 2001年（平成13年） |                    | 1,745            | [ * 4 ]  |
| 2002年（平成14年） | 4,820              | 1,775            | [ * 5 ]  |
| 2003年（平成15年） | 4,960              | 1,762            | [ * 6 ]  |
| 2004年（平成16年） | 4,989              | 1,729            | [ * 7 ]  |
| 2005年（平成17年） | 5,100              | 1,737            | [ * 8 ]  |
| 2006年（平成18年） | 4,687              | 1,751            | [ * 9 ]  |
| 2007年（平成19年） | 4,566              | 1,502            | [ * 10 ] |
| 2008年（平成20年） | 4,538              | 1,440            | [ * 11 ] |
| 2009年（平成21年） | 4,429              | 1,405            | [ * 12 ] |
| 2010年（平成22年） | 4,258              | 1,355            | [ * 13 ] |
| 2011年（平成23年） | 4,206              | 1,308            | [ * 14 ] |
| 2012年（平成24年） | 4,334              | 2,224            | [ * 15 ] |
| 2013年（平成25年） | 4,431              | 2,118            | [ * 16 ] |
| 2014年（平成26年） | 4,573              | 2,200            | [ * 17 ] |
| 2015年（平成27年） | 4,730              | 2,290            | [ * 18 ] |
| 2016年（平成28年） | 4,802              | 2,334            | [ * 19 ] |
| 2017年（平成29年） | 4,257              | 2,168            |          |
| 2018年（平成30年） | 4,365              | 2,230            |          |

## 歷史
- 1902年（明治35年）9月1日 - 啟用。
- 1982年（昭和57年）4月23日 - 為方便進行更換境川橋樑和站舍改善工程，在舊藤谷停車場的位置設置了臨時車站。
- 1985年（昭和60年）5月25日 - 站舍地下化的改善工程完工。
- 2014年（平成26年）4月8日 - 啟用升降機和新閘機。

## 相鄰車站
江之島電鐵
 江之島電鐵線
柳小路（EN03）－鵠沼（EN04）－湘南海岸公園（EN05）

## 外部連結
- 鵠沼站（页面存档备份，存于） - 江之島電鐵

35°19′16″N 139°28′57″E / 35.32111°N 139.48250°E